# Dixon (Iowa)
Pour les articles homonymes, voir Dixon.
Dixon est une ville du comté de Scott, en Iowa, aux États-Unis. Elle est incorporée le 12 mai 1909.

## Source de la traduction
- (en) Cet article est partiellement ou en totalité issu de l’article de Wikipédia en anglais intitulé « Dixon, Iowa » (voir la liste des auteurs).